# Eremiaphila yemenita
Eremiaphila yemenita es una especie de mantis de la familia Eremiaphilidae.

## Distribución geográfica
Se encuentra en Yemen.